# Bomolochus bellones
Bomolochus bellones är en kräftdjursart som beskrevs av Hermann Burmeister 1833. Bomolochus bellones ingår i släktet Bomolochus och familjen Bomolochidae. Inga underarter finns listade i Catalogue of Life.